# 初めての呼吸で
「初めての呼吸で」（はじめてのこきゅうで）は、日本のロックバンド・THE BACK HORNの12枚目のシングル。2006年2月8日発売。

## 収録曲
全作詞：菅波栄純、全作曲・編曲：THE BACK HORN。
1. 初めての呼吸で
2. ハッピーエンドに憧れて
3. 番茶に梅干し

## 収録アルバム
- オリジナルアルバム『太陽の中の生活』（Album Mix Version、2006年4月19日、VICL-62951 / VIZL-176）
- ベストアルバム『BEST THE BACK HORN』（2008年1月23日、VICL-62746）